# Bourbons des Indes
Pour les articles homonymes, voir Bourbon.
 (octobre 2022).
Si vous disposez d'ouvrages ou d'articles de référence ou si vous connaissez des sites web de qualité traitant du thème abordé ici, merci de compléter l'article en donnant les références utiles à sa vérifiabilité et en les liant à la section « Notes et références ».
 (août 2025).
La mise en forme du texte ne suit pas les recommandations de Wikipédia : il faut le « wikifier ».
Les points d'amélioration suivants sont les cas les plus fréquents. Le détail des points à revoir est peut-être précisé sur la page de discussion.
- Les titres sont pré-formatés par le logiciel. Ils ne sont ni en capitales, ni en gras.
- Le texte ne doit pas être écrit en capitales (les noms de famille non plus), ni en gras, ni en italique, ni en « petit »…
- Le gras n'est utilisé que pour surligner le titre de l'article dans l'introduction, une seule fois.
- L'italique est rarement utilisé : mots en langue étrangère, titres d'œuvres, noms de bateaux, etc.
- Les citations ne sont pas en italique mais en corps de texte normal. Elles sont entourées par des guillemets français : « et ».
- Les listes à puces sont à éviter, des paragraphes rédigés étant largement préférés. Les tableaux sont à réserver à la présentation de données structurées (résultats, etc.).
- Les appels de note de bas de page (petits chiffres en exposant, introduits par l'outil «  Source ») sont à placer entre la fin de phrase et le point final[comme ça].
- Les liens internes (vers d'autres articles de Wikipédia) sont à choisir avec parcimonie. Créez des liens vers des articles approfondissant le sujet. Les termes génériques sans rapport avec le sujet sont à éviter, ainsi que les répétitions de liens vers un même terme.
- Les liens externes sont à placer uniquement dans une section « Liens externes », à la fin de l'article. Ces liens sont à choisir avec parcimonie suivant les règles définies. Si un lien sert de source à l'article, son insertion dans le texte est à faire par les notes de bas de page.
- La présentation des références doit suivre les conventions bibliographiques. Il est recommandé d'utiliser les modèles {{Ouvrage}}, {{Chapitre}}, {{Article}}, {{Lien web}} et/ou {{Bibliographie}}. Le mode d'édition visuel peut mettre en forme automatiquement les références.
- Insérer une infobox (cadre d'informations à droite) n'est pas obligatoire pour parachever la mise en page.

Pour une aide détaillée, merci de consulter Aide:Wikification.
Si vous pensez que ces points ont été résolus, vous pouvez retirer ce bandeau et améliorer la mise en forme d'un autre article.
Les Bourbons des Indes, ou maison de Bourbon-Bhopal, est une famille qui réside en Inde depuis quatre siècles et qui serait une branche de la maison capétienne de Bourbon. Ses derniers descendants habitent Bhopal et son chef actuel est Balthazar Napoléon IV de Bourbon-Bhopal.

## Origine supposée

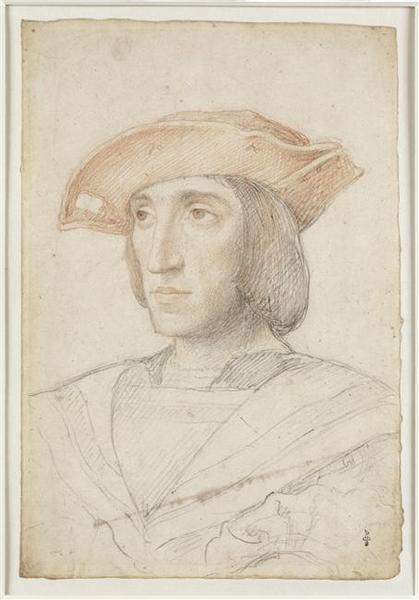
Le connétable Charles III de Bourbon (1490-1527), ancêtre hypothétique des Bourbons des Indes.

Les Bourbons des Indes ne peuvent prouver leur filiation avec exactitude. Plusieurs hypothèses sur leur origine sont évoquées, la plus vraisemblable étant qu'ils descendraient d'un fils du connétable Charles III de Bourbon (1490-1527), duc de Bourbon.
L'Histoire sait que Charles III de Bourbon a eu de son épouse, Suzanne de Bourbon (1491-1521), trois fils, tous morts en bas âge : François de Bourbon, comte de Clermont (1517-1518), filleul de François Ier, et deux jumeaux, nés et morts en 1518. Selon Michel de Grèce, qui reprend une hypothèse envisagée dans un ouvrage écrit en 1882 par Louis Rousselet intitulé Le Fils du Connétable, les Bourbons des Indes seraient les descendants d'un quatrième fils, Jean de Bourbon (1525-1592), inconnu de l'Histoire, que Charles III de Bourbon aurait eu, soit de son épouse Suzanne de Bourbon, soit d'une princesse indienne nommée Alaïque Al Timour (appelée aussi Alaigne de Dehli) (vers 1480-15??), parente de l'empereur moghol Akbar (mais le connétable étant mort en 1527 à Rome, on voit mal où, quand, comment et pourquoi il aurait épousé une princesse indienne : l'explication serait peut-être que ce mariage aurait été le départ d'un grand projet pour fonder aux Indes un empire chrétien échappant à l'autorité du Saint-Siège ; ayant échoué à renverser les Valois, Charles III de Bourbon serait parti pendant un temps pour l'Inde)[réf. nécessaire].
S'il était prouvé que ces Bourbons indiens descendent bien légitimement de Charles III de Bourbon, alors ils seraient aujourd'hui les aînés de la maison de Bourbon et de la lignée capétienne. Cependant, tout le monde savait qu'à l'époque de la mort du connétable à Rome en 1527, le premier prince de sang était Charles IV de Bourbon (1489-1537), duc de Vendôme et futur grand-père d'Henri IV, ignorant ainsi la potentielle existence d'un quatrième fils du connétable. Pourtant, il est possible que la naissance de Jean de Bourbon ait été dissimulée pour que l'enfant ne soit pas inquiété par l'ambitieuse Louise de Savoie, mère du futur François Ier[Quand ?]. 
Un autre candidat possible serait un certain Jean-Philippe de Bourbon-Busset, né le 5 octobre 1567 et disparu en mer vers 1580, fils de Claude de Bourbon-Busset (1531-1588) et de Marguerite de La Rochefoucauld, bien que les dates ne coïncident guère. On parle aussi d'un possible Bourbon-Duisant. Une autre hypothèse avance que, après la mort du connétable, Jean-Philippe de Bourbon aurait épousé Béatrix Bonaparte[réf. nécessaire] et aurait entamé, avec son beau-père Jacques, le projet de fonder aux Indes un empire chrétien échappant à l'autorité du Saint-Siège. Il aurait donc en 1560 essayé, avec l'appui de Diane de Poitiers, de se faire restituer le Bourbonnais, mais la conspiration d'Amboise pour renverser les Valois ayant échoué, il serait parti pour les Indes.
Aucune de ces hypothèses n'a encore pu être confirmée, malgré la conviction personnelle de Michel de Grèce que les Bourbons des Indes descendent bien d'un fils caché de Charles III de Bourbon, dont il a relaté les aventures dans un roman historique, Le Rajah Bourbon.

## Histoire des Bourbon-Bhopal

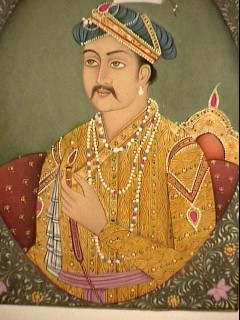
L'empereur moghol Akbar (1542-1605), qui aurait accueilli à sa cour Jean de Bourbon.

Toujours est-il que, selon les sources indiennes, dans les années 1550, un certain Jean de Bourbon, Français se déclarant de la famille des Bourbon, se présente à la cour de l'empereur moghol Akbar (1542-1605). Il raconte que, en 1541, parti de Sicile pour rentrer en France, il a été capturé à l'âge de 15 ans par des pirates turcs et débarqué en Égypte. Il est alors entré au service du sultan, qui l'a élevé à une haute position d'officier. Fait prisonnier au combat en Abyssinie, il a atteint la côte de Malabar sur un navire marchand abyssinien, et serait passé aux Indes vers 1560, où il se fixe à Delhi à la cour de l'empereur Akbar.
Jean de Bourbon devient bientôt commandant de l'artillerie moghole et surintendant de la maison impériale ; il est fait rajah de Shergar. Il épouse la portugaise Juliana de Mascarenhas, sœur d'une des nombreuses épouses ou concubines de l'empereur moghol Akbar, dont il devient ainsi le beau-frère. Il termine sa vie à Agra, riche et comblé d'honneurs. Plusieurs de ses descendants sont enterrés dans le cimetière d'Agra, à cette époque seul lieu de sépulture chrétien en Inde du Nord.
Les générations des Bourbon des Indes se succèdent ensuite, jusqu'à nos jours. 
Pendant cinq générations, la charge de surintendant de la maison impériale reste dans la famille, jusqu'au sac de Delhi en 1737 par Nadir Chah. Le descendant français Bourbon de l'époque, parvient à échapper au massacre, et se retire dans sa forteresse de Sirgar, dans l'État de Narwar ; il en est le souverain.
En 1778, à part Salvador de Bourbon (1760-1???) (7e génération), âgé de 18 ans, et sa mère Isabelle Bervette accompagnée de trois jeunes cousins, toute la famille est massacrée par le Rajah de Narwar, jaloux de son puissant vassal. En 1780, la bégum de Bhopal accueille les rescapés et Salvador devient général en chef. Le fils de ce dernier, Balthazar Ier de Bourbon (vers 1790-1829) (8e génération) devient Premier ministre de Bhopal. En 1971, la suppression des statuts nobiliaires leur fait perdre leur fonction.
En 1818, Balthazar Ier de Bourbon signe un traité d'alliance avec l'Angleterre. Il meurt empoisonné.

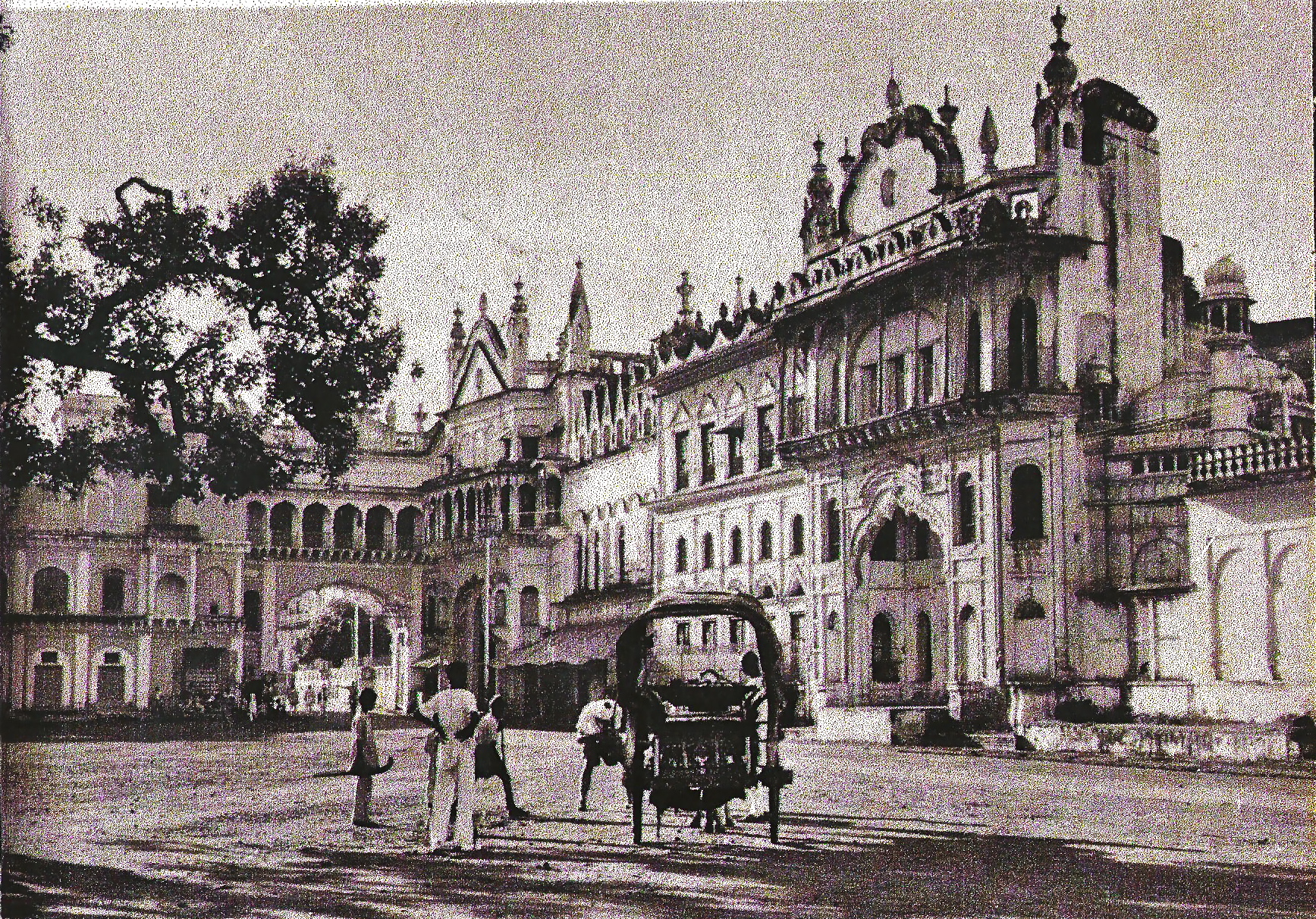
Le palais de Soukat Mahal, construit par Sébastien de Bourbon (1829-1878), Premier ministre de Bhopal.

Son fils, Sébastien de Bourbon (1829-1878) (9e génération), né posthume, devient également Premier ministre de Bhopal.
L'un des fils de Sébastien, Bonaventure Ier de Bourbon (1848-1894) (10e génération) fait construire l'église de Bourbon Church.

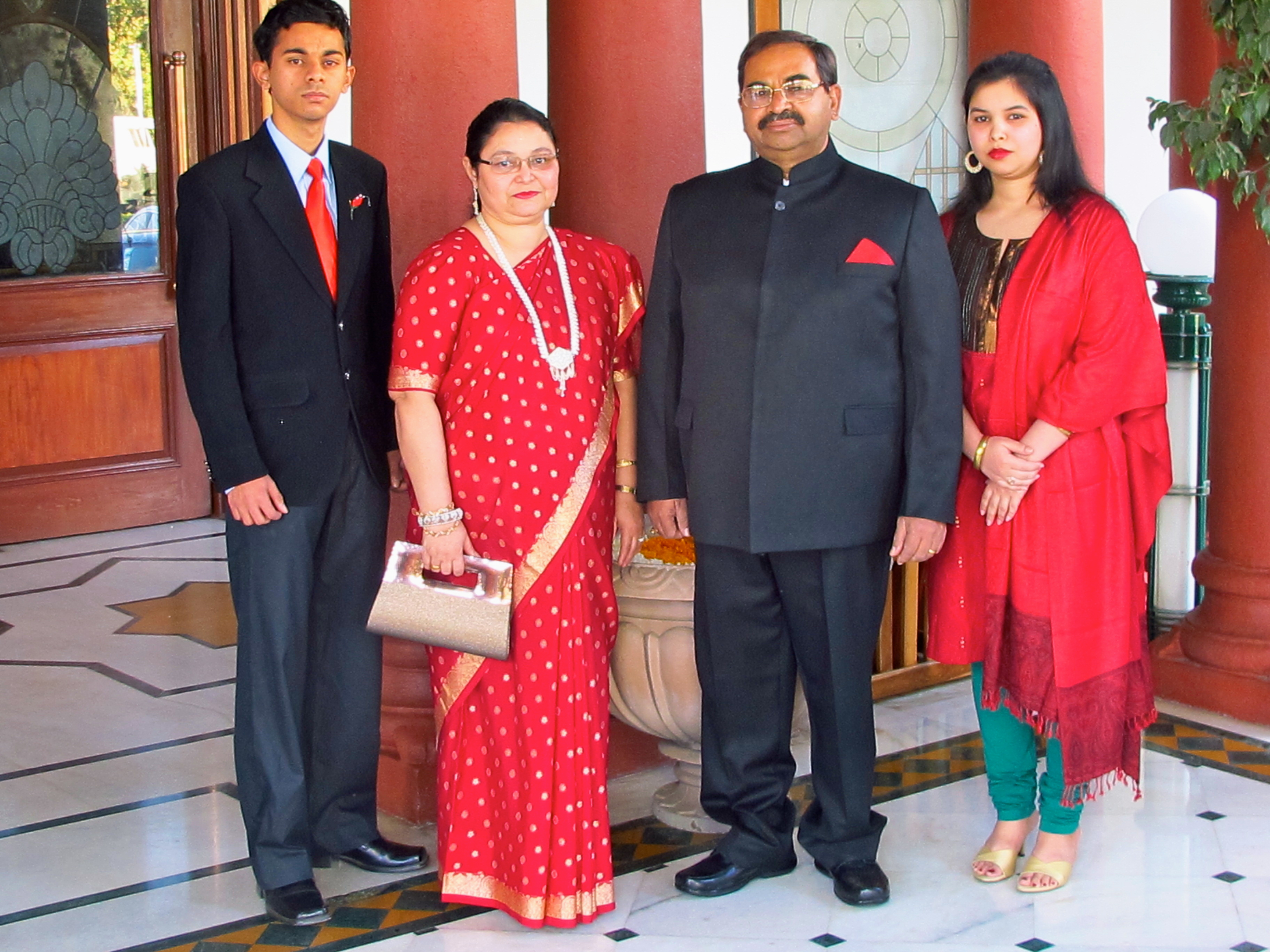
Balthazar IV Napoléon de Bourbon-Bhopal en 2013 avec, de gauche à droite, son fils Adrien, son épouse Elerisha, et sa fille Michelle.

Bonaventure Ier a deux fils : Balthazar, qui émigre en Australie et laisse une descendance qui ne revendique pas le trône de France, et Bonaventure II de Bourbon (1895-1960) (11e génération), grand-père de l'actuel chef de la branche cadette, vivant encore à Bhopal.
Salvador III de Bourbon (1917-1978) (12e génération), fils de Bonaventure II, est le père de l'actuel chef de la maison de Bourbon-Bhopal Balthazar Napoléon de Bourbon (1958-) (13e génération).

### Actuel chef de la maison de Bourbon-Bhopal
L'actuel chef de la maison de Bourbon-Bhopal se nomme Balthazar IV Napoléon de Bourbon-Bhopal. Né le 29 juillet 1958, il exerce la profession d'avocat à Bhopal. Il est marié à Elisha Pacheco, d'origine italienne, et est père de trois enfants : Frédéric (1985), Michelle (1988) et Adrien (1992).

## Généalogie hypothétique des Bourbon des Indes
Généalogie hypothétique des Bourbon des Indes,, :

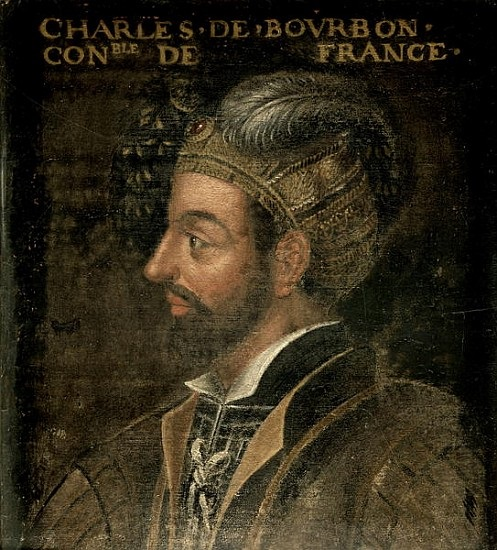
Charles III de Bourbon (1490-1527), dit le « connétable de Bourbon », duc de Bourbon

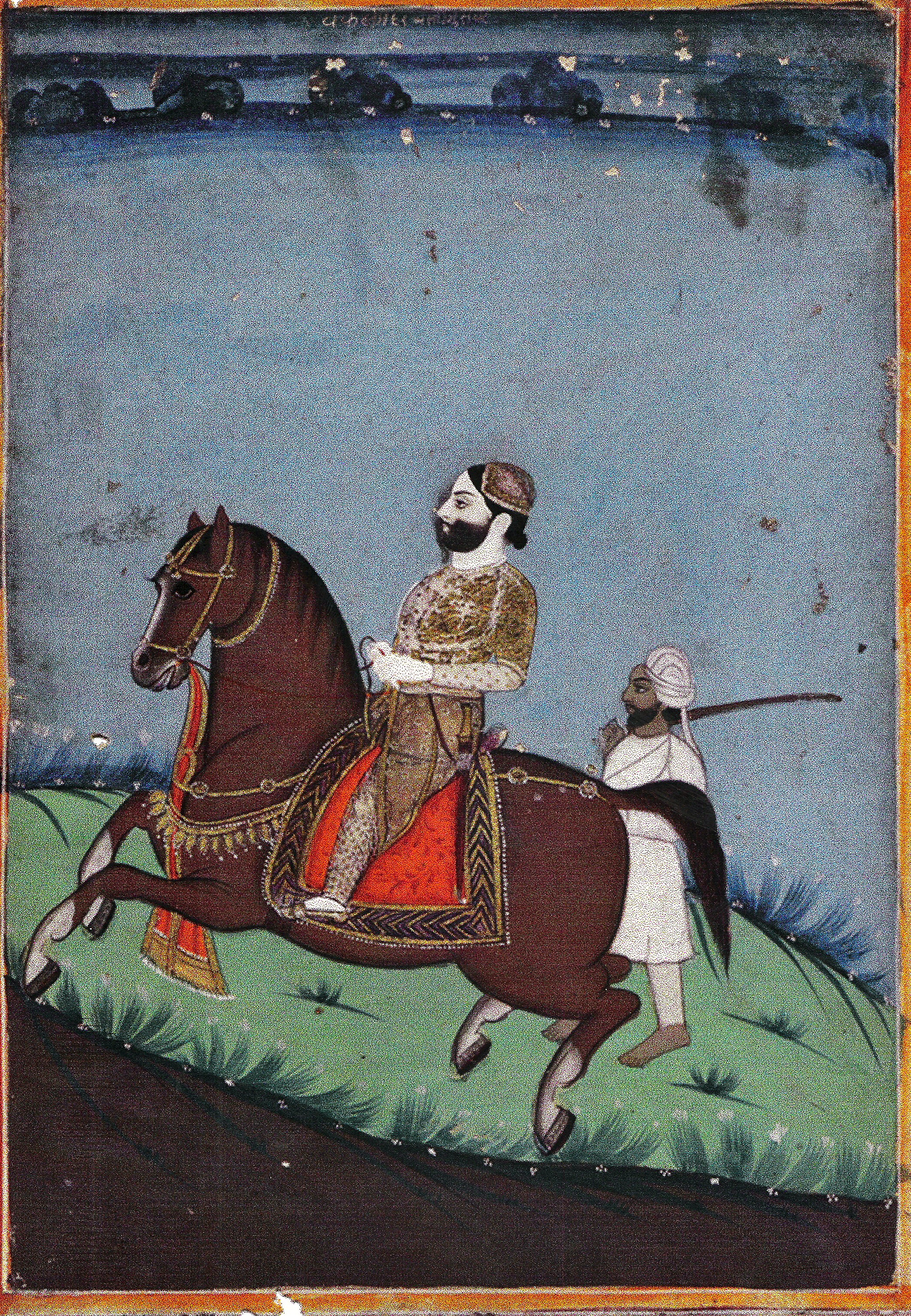
Balthazar Ier de Bourbon-Bhopal (1790-1829), Premier ministre de Bhopal

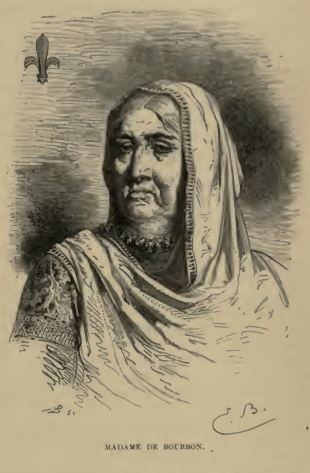
Isabella Johnstone (1802-1882), dite « Isabelle de Bourbon-Bhopal »

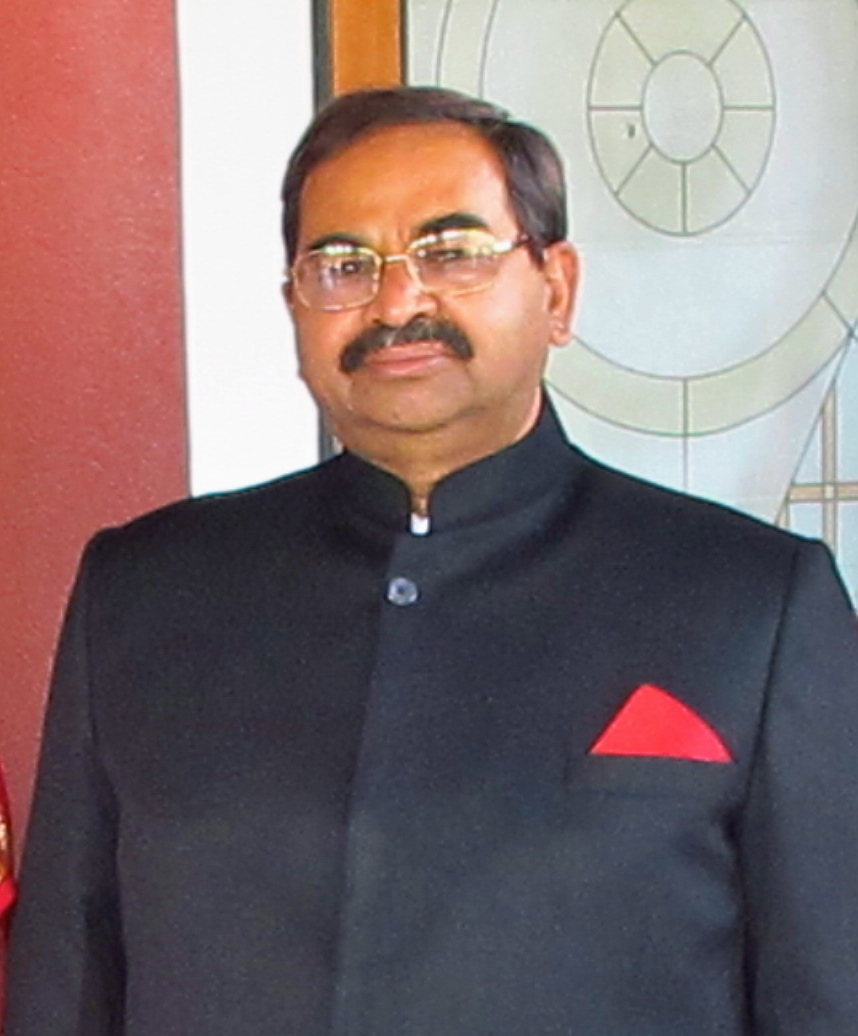
Balthazar IV Napoléon de Bourbon-Bhopal (1958), avocat, agriculteur

- Charles III de Bourbon-Montpensier (17/02/1490 à Montpensier – 06/05/1527 à Rome), dit le « connétable de Bourbon », duc de Bourbon et d'Auvergne, prince de Dombes, comte de la Marche, comte de Montpensier, dauphin d'Auvergne, vicomte de Carlat, seigneur de Mercœur, sire de Beaujeu, seigneur de Combraille
+ (1505) Suzanne de Bourbon (10/05/1491-28/04/1521 à Châtellerault), duchesse de Bourbon et d'Auvergne, comtesse de la Marche
+ Alaique Al Timour [Alaigne de Dehli] (vers 1480-15??), princesse moghole
  - Jean Philippe de Bourbon-Bhopal (1525-1592), comte de Clermont-en-Beauvaisis, courtier de l’empereur moghol Akbar, rajah de Shergar
+ (1565) Juliana de Mascarenhas (1540-15??), belle-sœur portugaise de l'empereur moghol Akbar
    - Saveille Alexandre Ier de Bourbon-Bhopal (1582 – vers 1638), rajah de Shergar
+ (vers 1605) Allemina De Souza [Allemaine De Souza] (1582-1642)
      - Alexandre II de Bourbon-Bhopal (vers 1605-1660), rajah de Shergar
+ (vers 1640) Francesca Robertson (1620-1661)
        - Antoine Ier de Bourbon-Bhopal (1648-1700), rajah de Shergar
+ (vers 1670) ?????? Khan, sœur de Jokoab khan de Delhi, princesse du Turkistan
          - Antoine de Bourbon-Bhopal (vers 1670-1718)
+ ??????
            - Ignace de Bourbon-Bhopal (1692-1737)
+ ??????
              - Gaspard de Bourbon-Bhopal (vers 1720-1757)
+ ??????
                - Ignace de Bourbon-Bhopal (vers 1745-17??)
+ ??????
                  - fille de Bourbon-Bhopal

          - François Ier de Bourbon-Bhopal (1689 – vers 1737)
+ (1710) Louisa d'Arménie, princesse arménienne (1690-1722)
            - Farad Masih dit François II de Bourbon-Bhopal (1718-25/12/1778), rajah de Shergar
+ (1731) Teresa Da Silva (1715-17??)
              - Pierre de Bourbon-Bhopal (1734-1778)
              - Salvador II de Bourbon-Bhopal (1736-1778)
+ (1765) Isabelle Bervette
                - Inayat Masih dit Salvador III de Bourbon-Bhopal (1760-1818)
+ ?????? Thome
                  - Shahzad Masih dit Balthazar Ier de Bourbon-Bhopal (vers 1790-01/01/1829), Premier ministre de Bhopal
+ (1821 à Delhi) Isabella Johnstone (1802-1882)
+ (relation) ??????, indienne
                    - Mehrban Masih dit Sébastien de Bourbon-Bhopal (1829-1878), Premier ministre de Bhopal
+ (1849) Joana Bernard (1830-18??)
                      - Inayat Masih dit Bonaventure Ier de Bourbon-Bhopal (14/07/1848-20/07/1894)
+ (07/05/1866) Veronica Mary Rose Louise Avarey (1845-1???)
                        - Balthazar II Jean-Baptiste de Bourbon-Bhopal (09/09/1867-26/04/1899)
+ (23/01/1899) Blanche Vencesia Joséphine Johmues (1870-19??)
                        - Salvador Philippe de Bourbon-Bhopal (16/07/1869-11/07/1912)
+ Agnès Élisabeth Wenefied (1975-19??)
                        - Gaspard de Bourbon-Bhopal (15/07/1872-19??)
+ (17/07/1899) Blanche Vencesia Joséphine Johmues (1870-19??)
 + (27/10/1905) Rosina Da Silva (1880-19??)
                        - Ajad MASIH dit Bonaventure II de Bourbon-Bhopal (1895-1960)
+ Philomena Alexander
                          - Mumtaz MASIH dit Salvador III de Bourbon-Bhopal (1917-1978)
+ Mary Matilde Green
                            - Theresa de Bourbon-Bhopal
+ ?????? Solomon
                            - Magdalena de Bourbon-Bhopal
+ ?????? Lobo
                            - Veronica de Bourbon-Bhopal
+ ?????? Peter
                            - Iris de Bourbon-Bhopal
+ ?????? Daniel
                            - Balthazar IV Napoléon de Bourbon-Bhopal (29/07/1958 à Bhopal), avocat, agriculteur
+ Elisha Pacheco, enseignante
                              - Frédéric de Bourbon-Bhopal (18/09/1985), duc de Shergar
                              - Michelle de Bourbon-Bhopal (1988)
                              - Adrien de Bourbon-Bhopal (27/06/1992), duc de Rehti

                        - Annie de Bourbon-Bhopal

                      - Salvador de Bourbon-Bhopal
+ ??????
                        - Edwin de Bourbon-Bhopal
+ ?????? Mae
                          - Pierre de Bourbon-Bhopal

            - Pierre de Bourbon-Bhopal (17??-1778) 
+ ??????
              - Pierre de Bourbon-Bhopal
+ ??????
                - Pierre de Bourbon-Bhopal
+ ??????
                  - Antoine de Bourbon-Bhopal (1816-18??)
+ ?????? Francis
                    - fille de Bourbon-Bhopal
                    - fille de Bourbon-Bhopal
                    - fille de Bourbon-Bhopal
                    - fille de Bourbon-Bhopal

          - Salvador de Bourbon-Bhopal
          - Saveille de Bourbon-Bhopal